# Cheiracanthium aizwalensis
Cheiracanthium aizwalensis là một loài nhện trong họ Miturgidae.
Loài này thuộc chi Cheiracanthium. Cheiracanthium aizwalensis được Biswamoy Biswas & Biswamoy Biswas miêu tả năm 2007.